# تپه اطراف شهر سوخته ۲۷۲
تپه اطراف شهر سوخته شماره ۲۷۲ مربوط به هزاره سوم و ۲ قبل از میلاد است و در شهرستان زابل، بخش شیب آب، دهستان لوتک، روستای حومه شهر سوخته، ۱۶/۸ کیلومتری جنوب غربی پایگاه باستان‌شناسی شهر سوخته واقع شده و این اثر در تاریخ ۲۸ اسفند ۱۳۸۵ با شمارهٔ ثبت ۱۸۹۹۲ به‌عنوان یکی از آثار ملی ایران به ثبت رسیده است.